# Chabrillan
Chabrillan település Franciaországban, Drôme megyében. Lakosainak száma 755 fő (2022. január 1.). Chabrillan Autichamp, Divajeu, Eurre, Grane és La Roche-sur-Grane községekkel határos.

## Népesség
A település népességének változása:
| Lakosok száma | 474  | 544  | 629  | 648  | 663  | 690  | 721  | 751  | 757  | 755  |
|               | 1968 | 1982 | 1990 | 2006 | 2013 | 2015 | 2017 | 2019 | 2020 | 2022 |